# Aginszkojei járás

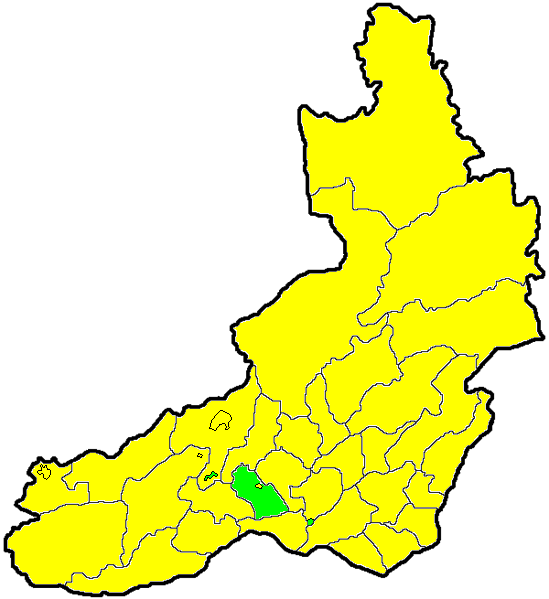
Az Aginszkojei járás a Bajkálontúli határterületen

Az Aginszkojei járás (oroszul Агинский район, burját nyelven Агын аймаг) Oroszország egyik járása a Bajkálontúli határterületen. Székhelye Aginszkoje.

## Népesség
- 1989-ben 32 835 lakosa volt.
- 2002-ben 29 511 lakosa volt, melynek 61%-a burját, 36%-a orosz.
- 2010-ben 34 358 lakosa volt.